# Момчило Моња Анђелковић
Момчило Моња Анђелковић (Вуковар,19.октобар 1934.- 18. април 2021.) био је фудбалер у лесковачком фудбалском клубу Дубочица. Након завршетка фудбалерске каријере, радио је као председник Феријалног савеза Пролетер. Завршио је две средње школе- Средњу туристичку у Врањској бањи и Пољопривредну школу у Лесковцу, а након тога Вишу спољно трговинску школу у Лесковцу и Београду.
Момчило је био члан прве поставе тима фудбалског клуба Дубочица, у периоду када су имали највише успеха на територији целе Србије. Био је изузетно вешт фудбалер и правио чаролије на терену. Заједно са мајсторима спорта у свом тиму били су један од бољих клубова тога времена. Његова каријера у улози фудбалера трајала је 20 година. Момчило је поред фудбала волео и поезију. Његова збирка песама, под називом Моји пријатељи и ја, садржи 107 песама. Свака од 107 песама из Момчилове збирке посвећена је пријатељима, рођацима и осталима које је познавао. Играо је тенис и био првак Лесковца 10 година, у категорији за ветеране. Глумио је у аматерском позоришту у Грделици. Освајао је награде и на музичким такмичењима. Прво место за народну и забавну музику у Грделици и Вучју је освојио он.